# Williamson (Virginie-Occidentale)
Pour les articles homonymes, voir Williamson.
La ville de Williamson est le siège du comté de Mingo, situé en Virginie-Occidentale, aux États-Unis.
La ville doit son nom à Wallace J. Williamson, propriétaire du site où fut fondée la ville.